# Храм сошествия Святого Духа на апостолов (п. Курагино)
Храм сошествия Святого Духа на апостолов — православный приход в посёлке Курагино (посёлок городского типа), Красноярский край. Основан в XVII веке.

## Основание
Селение Курагинское основано в 1626 году. Название связано с тюркским «кураг» («ягнёнок») и именем князька Кураги. Курага прославился скакунами на бегах в Енисейске, что привлекло внимание воеводы Михаила Игнатьевича Римского-Корсакова. После совета князя принять православие, Курага крестился 14 ноября (конец XVII века) под именем Филипп Михайлович, его жена — Феодора, восприемник — Римский-Корсаков. На реке Туба Филипп Михайлович построил деревянную церковь во имя Архистратига Михаила (освящена ок. 1724), первую в Минусинском крае.

## Развитие
Церковь сгорела в 1764 году. В 1792 году по благословению епископа Тобольского и Сибирского Варлаама заложен каменный храм с престолами:
Всемилостивого Спаса (1 августа),
Святого Архистратига Михаила (8 ноября),
Святого Апостола и Евангелиста Иоанна Богослова (8 мая).
В храме хранилась икона Всемилостивого Спаса и архив с 1765 года. 
Служили священники: 
- Герасим Коновалов (с 1830),
- Александр Никольский (1863–1866),
- Флегонт Фирсов (март–2 июля 1885),
- Пётр Суховский (1885, 1891),
- Иоанн Карнаушевский (1911–1913),
- протоиерей Иоанн Королёв (1908, 1919).

## Образование
В 1867 году открыта церковно-приходская школа, учитель — Иван Ефремович Павин. В 1879 году — приходское училище в доме купца Девятова, к 1916 году — двухклассное, 220 учеников, 6 преподавателей.

## Упадок
Храм разрушен в 1930-е годы. Репрессированы:
- монах Феофан Игуменов (1870 г. р., расстрелян 12 ноября 1937, Минусинск),
- Монахиня Аграфена Павловна Андриянова (1906 г. р., арест 18 ноября 1937, 8 лет, Тайшетлаг),
- Монахиня Мария Степановна Кельчина (1890 г. р., арест 8 декабря 1937, 8 лет),
- Священник Григорий Алексеевич Кошков (1906 г. р., расстрелян 14 сентября 1937).

## Современность
В 1950-е годы община собиралась у Марии Михеевой (ул. Партизанская). В 1960–1970-е — у Вассы Тимофеевны Мильниченко (ул. Крестьянская) и Анфисы Ивановны Тургушевой (ул. Береговая, 69). В 1980-е — у Ивана Егоровича и Зинаиды Сергеевны Башковых (ул. Лепешинских, 53), затем у Евдокии Мельниковой (ул. Островская), где служил игумен Алексий Костриков. 
В 1988 году епископ Антоний назначил строителем Богдана Гомзяка; куплен дом (пер. Советский, 17). В 1991 году освящено место для храма. В 1992 году настоятель — Роман Янушкявичус. 
С 21 сентября 1997 года настоятель  иерей Александр Васильев. Он построил храм-часовню в честь Сошествия Святого Духа. Скончался протоиерей Александр Васильев 17 августа 2007.
С 2007 года настоятель — Киприан Дядькин, с 25 марта 2010 — протоиерей Игорь Корнатовский.

## Культурное значение
В 1867 году в Курагино открылась церковно-приходская школа, первым учителем которой стал Иван Ефремович Павин. При школе действовала изба-читальня с библиотекой (до 100 книг) и зрительным залом на 100 мест, где ставились спектакли по произведениям Гоголя, Островского, Чехова под руководством Павина. В 1879 году было основано приходское училище Министерства народного просвещения, первоначально размещённое в здании купца Девятова. К 1916 году оно стало двухклассным, располагалось в специально построенном двухэтажном здании и насчитывало 220 учеников и 6 преподавателей. При училище существовали школьная и учительская библиотеки. Церковный архив хранил документы с 1765 года, включая указы, распоряжения и манифесты российских государей.